# Gregor Henckel-Donnersmarck
Gregor Ulrich Maria Henckel-Donnersmarck OCist (ur. 16 stycznia 1943 we Wrocławiu, zm. 20 kwietnia 2025 w Heiligenkreuz) – austriacki duchowny rzymskokatolicki pochodzenia niemieckiego, mnich cysterski, teolog, w latach 1999–2011 opat opactwa Heiligenkreuz w Dolnej Austrii

## Życiorys

### Pochodzenie i rodzina
Gregor Henckel-Donnersmarck pochodził ze śląskiej rodziny arystokratycznej Henckel von Donnersmarck, która od XVII wieku osiadła na Górnym Śląsku i należała do najbardziej wpływowych rodów. Był najmłodszym synem hrabiego Friedricha-Carla Henckel von Donnersmarck (1905–1989) i Anny-Ilse z domu von Zitzewitz (1910–1996). W styczniu 1945, wobec zbliżającej się Armii Czerwonej, jego rodzina uciekła z Breslau – najpierw do Bawarii, gdzie spędzili pięć lat, a następnie osiedliła się na stałe w Karyntii w Austrii. Rodzina utraciła wówczas swoje śląskie majątki, lecz w powojennej Austrii szybko odbudowała swoją pozycję społeczną. Gregor miał jednego brata, Leo-Ferdinanda Henckel von Donnersmarck, prawnika i politologa, a jego siostrzeńcem (synem Leo-Ferdinanda) jest Florian Henckel von Donnersmarck – znany reżyser filmowy, laureat Oscara za Życie na podsłuchu.

### Edukacja i praca zawodowa
W 1963 ukończył liceum klasyczne (Gymnasium) w Klagenfurcie, uzyskując świadectwo dojrzałości. Następnie odbył obowiązkową służbę wojskową w armii austriackiej (1963–1964), którą zakończył w stopniu podporucznika rezerwy. W latach 1964–1969 studiował w Wiedniu na Hochschule für Welthandel (Wyższej Szkole Handlu Światowego), uzyskując tytuł Diplom-Kaufmann (magistra ekonomii i zarządzania). Po studiach rozpoczął karierę w sektorze prywatnym – w latach 1970–1977 pracował w firmie spedycyjnej Schenker & Co., gdzie od 1973 pełnił funkcję dyrektora oddziału w Barcelonie (Schenker Spanien S.A.E.). Odnosił sukcesy jako menedżer, jednak – jak sam przyznał – rozwój kariery odbywał się kosztem życia duchowego, gdyż „nie miał wystarczająco czasu na wiarę”. To poczucie braku skłoniło go do radykalnej zmiany drogi życiowej.

### Powołanie zakonne i formacja
Porzuciwszy karierę biznesową, Henckel-Donnersmarck zdecydował się wstąpić do zakonu cystersów. Dnia 15 listopada 1977 rozpoczął nowicjat w opactwie Heiligenkreuz (Opactwo Świętego Krzyża) w Dolnej Austrii, przyjmując imię zakonne Gregor. Przez kolejne lata odbywał formację intelektualną i duchową – w latach 1978–1986 studiował filozofię i teologię w Wyższej Szkole Filozoficzno-Teologicznej opactwa Heiligenkreuz, uzyskując tytuł magistra teologii. Śluby wieczyste złożył w 1980 roku, a 1 sierpnia 1982 otrzymał święcenia kapłańskie z rąk biskupa Linzu Maximiliana Aicherna w kościele opackim w Heiligenkreuz. Po święceniach o. Gregor pełnił szereg odpowiedzialnych funkcji w zakonie i Kościele. W latach 1986–1991 był przeorem opactwa cysterskiego Rein w Styrii. Następnie w 1992–1993 pracował w Rzymie jako asystent opata generalnego Zakonu Cystersów. W 1994 został mianowany krajowym dyrektorem Papieskich Dzieł Misyjnych w Austrii i kierował tą instytucją do 1999 roku. 

### Opat w Heiligenkreuz
11 lutego 1999 r. konwent mnichów wybrał o. Gregora Henckel-Donnersmarcka na 67. opata opactwa Heiligenkreuz w Wienerwald. Benedykcję opacką otrzymał 14 marca 1999 z rąk generała cystersów o. Maurusa Estevy Alsiny. Jako opat przyczynił się do rozwoju opactwa oraz jego uczelni: w 2007 papież Benedykt XVI nadał tutejszej wyższej szkole teologicznej status papieskiego Athenaeum (uczelnia papieska z prawem nadawania stopni w imieniu Stolicy Apostolskiej). Sam papież odwiedził Heiligenkreuz 9 września 2007 podczas wizyty w Austrii, co było wielkim wyróżnieniem dla wspólnoty. W tym samym roku Henckel-Donnersmarck, jako wielki kanclerz nowo utworzonej Papieskiej Wyższej Szkoły Benedykta XVI, otrzymał od papieża specjalny przywilej noszenia fioletowej piuski jako znak uznania. Pod rządami opata Gregora opactwo zyskało światową sławę dzięki popularyzacji chorału gregoriańskiego. W 2008 mnisi z Heiligenkreuz – z jego błogosławieństwem i wsparciem – nagrali album „Chant: Music for Paradise” z tradycyjnym śpiewem gregoriańskim, który osiągnął ogromny sukces międzynarodowy (status platynowej płyty m.in. w Austrii i Polsce). Wydawnictwo to przyciągnęło uwagę mediów na całym świecie i rozsławiło opactwo, ukazując atrakcyjność dawnej tradycji w nowoczesnej formie. Innym ważnym wydarzeniem czasu jego posługi było objęcie w 2003 przewodnictwa nad Austriacką Kongregacją Cystersów – funkcję opata prezydenta tej kongregacji pełnił do 2007 roku. Ponadto od 2007 był kapelanem Zakonu Złotego Runa – prestiżowego bractwa rycerskiego związanego historycznie z dworem habsburskim. W lutym 2011, zbliżając się do przewidzianej prawem zakonnym granicy wieku, zrezygnował z urzędu opata, nie chcąc rozpoczynać kolejnej 12-letniej kadencji, której nie mógłby ukończyć. Jego następcą został o. Maximilian Heim OCist. Sam Henckel-Donnersmarck otrzymał tytuł altabtu (opata seniora) i pozostał w Heiligenkreuz, gdzie nadal angażował się w życie wspólnoty.

### Działalność po rezygnacji
Po ustąpieniu z funkcji opata Gregor Henckel-Donnersmarck nie wycofał się z życia publicznego i religijnego. W czerwcu 2011 zasłynął jako pierwszy tak wysokiej rangi katolicki duchowny, który przemawiał w meczecie w Wiedniu – na zaproszenie tamtejszej wspólnoty muzułmańskiej wygłosił odczyt pt. „Islam, chrześcijaństwo i relatywizm” w Centrum Islamskim w Wiedniu. Henckel-Donnersmarck brał także udział w debatach społecznych na forum świeckim – m.in. wziął udział w publicznej dyskusji z lewicową publicystką Marią Maltschnig, gdzie ścierał się na temat sprawiedliwości społecznej i nierówności. Jako były finansista i mnich zarazem, chętnie komentował zagadnienia etyki ekonomicznej – w 2014 wydał książkę o moralnym podejściu do zamożności, a w mediach nieraz zabierał głos o odpowiedzialności bogatych za dobro wspólne. W uznaniu swojej wiedzy i doświadczenia, w kwietniu 2021 został wyznaczony przez Watykan na administratora apostolskiego opactwa Klosterneuburg (wspólnoty kanoników laterańskich pod Wiedniem), które przeżywało wówczas kryzys zarządzania.
Gregor Henckel-Donnersmarck zmarł, w wieku 82 lat, po długiej chorobie nowotworowej dnia 20 kwietnia 2025 r., w Niedzielę Wielkanocną, w opactwie Heiligenkreuz. Do końca towarzyszyli mu współbracia zakonni – odszedł w ich obecności po przyjęciu sakramentów i modlitwach za konających. 